# Carex tasmanica
Carex tasmanica är en halvgräsart som beskrevs av Georg Kükenthal. Carex tasmanica ingår i släktet starrar, och familjen halvgräs. Inga underarter finns listade i Catalogue of Life.